# Sea Dance Festival
Си Денс Фестивал (енгл. Sea Dance Festival) је музички фестивал који се одржава у летњим месецима на плажи Буљарица у Црној Гори . Од 2014. до 2017. године фестивал се одржавао на плажи Јаз поред Будве. Фестивал се реализује у склопу манифестације EXIT Adventure, као продужетак ЕГЗИТ фестивала.
Одмах након првог издања 2014. Фестивал је службено проглашен за најбољи европски  фестивал средње величине (енгл. Best Medium-Sized Festival) нана церемонији доделе награда European Festival Awards, одржаној у Гронингену у јануару 2015. године. После овог признања, Си Денс фестивал удружио се са лондонском медијском компанијом AEI  и њеним глобалним брендовима UKF и The Sound You Need за друго издање фестивала.
У кратком року Си Денс фестивал је привукао међународну медијску пажњу, после чланка у магазину Форбс у коме се наводи да се овај Фестивал, заједно са ЕГЗИТ фестивалом, сврстава у Топ 10 европских летњих фестивала. На националном нивоу, Си Денс фестивал освојио је награду Montenegro Wild beauty за догађај са највећим промотивним ефектом за Црну Гору.

## Локација
Плажа Буљарица дугачка је 2.250 м. Удаљена је од Будве нешто више од 20 км односно око 30 минута вожње вожње аутомобилом дуж обале. Од Петровца је удаљена око 1 км, а од Бара око 19 км.  Плажа је шљунчана, у комбинацији са меким песком.

## Главне бине
Главне бине фестивала укључују главну бину (Main stage) са капацитетом од 30.000 посетилаца, No Sleep бину, Реге бину, Silent Dance бину, Латино бину, биоскоп и CHILL зону. Dance Paradise бина је 2017. замењена бином No Sleep.

## Историја по годинама

### Си Денс 2014
Први Си Денс фестивал одржан је од 15. до 17. јула 2014. године на плажи Јаз у Будви и представљао је тродневни музичких фестивал. Био је део ЕКСИТ Авантуре (EXIT Adventure), која представља додатна 3 дана ЕГЗИТ фестивала. Прво издање фестивала посетило је 80 хиљада људи, што га чини једним од најпосећенијих догађаја у Црној Гори.
Добротворна акција Буди хуман
Програм ЕГЗИТ фондације EXIT Aid, осмишљен како би помогао становницима Србије, Босне и Хрватске погођеним разорним поплавама тог пролећа у Србији, Босни и Хрватској, организовао је ВИП хуманитарни тим Си Денс фестивала под називом "Буди хуман!" (Be Human!).
Акцију су заједнички организовале Фондација ЕГЗИТ, општине Будва и предузеће Dukley Gardens, уз подршку Владе Републике Србије и Владе Црне Горе, као и Туристичке организације Црне Горе и Туристичке организације Будве.
"Be Human" наступ музичке звезде Džamirokvaji  (Jamiroquai) и Игземпл (Example) и одржан је у комплексу Dukley Gardens током фестивала. Улаз је био доступан само власницима "голд" и "платинум" улазница.
Сав приход од продаје "голд" и "платинум" ВИП улазница за Си Денс Фестивал отишао је као помоћ у Србију, Босну и Хрватску . Укупна сума помоћи која је прикупљена износила је преко 140.000 евра у новцу и 80.000 евра у вредности робе. Прикупљена помоћ је расподељена за помоћ пострадалима у поплавама, а расподелу је координирала Влада Републике Србије.

### Си Денс 2015
Друго издање Си Денс фестивала одржано је од 15. до 18. јула 2015. године на плажи Јаз, а звезде фестивала Продиџи (The Prodigy), Рудиментал (Rudimental) и Рушин Марфи (Roisin Muprhy).
Изглед овогодишњег фестивала је модификован у односу на претходну годину и имао је шест отворених бина, које су нудиле различите музичке жанрове. Број иностраних посетилаца био је већи за 70% у односу на претходну годину, а било их је из више од 40 земаља света. Такође је постављен рекорд у укупној посећености, са око 110.000 људи присутних на плажи Јаз. Процењено је да је овај фестивал донео црногорској туристичкој привреди око 20 милиона евра.
Многи посетиоци били су смештени ауто-кампу, који се налази 50 метара удаљен од плаже Јаз.
Године 2015. на главној бини наступале су многе музичке звезде и уметници из различитих музичких жанрова, укључујући: Продиџи (The Prodigy), Рудиментал (Rudimental), Сигма (Sigma), Вилкинсон (Wilkinson), Рушин Марфи (Roisin Muprhy), Ноисиа (Noisia), Брук Брадерс (Brookes Brothers), Блек Сан Емпајер (Black Sun Empire), Фред В. и Графикси (Fred V & Grafix), Каликс (Calyx), ТиБи (TeeBee), Мадук (Maduk) и регионалне звезде Дубиоза колектив.
На Dance Paradise бини наступили су: Бондакс (Bondax), Флајт Фасилитис (Flight Facilities), Граматик (Gramatik), Одеса (Odesza), Стар Слингер (Star Slinger), TCTS, Соул Клеп (Soul Clap), Пилоу Ток (PillowTalk), Џејмс Забиела (James Zabiela) и Ким Ен Фоксман (Kim Ann Foxman).
Овај фестивал остао је запамћен у аналима фестивалског туризма у Црној Гори по бројним рекордима - посећености, заради, потрошњи, броју иностраних туриста и другим параметрима.

### Си Денс 2016
Си Денс фестивал 2016. године одржан је од 14. до 16. јула. На главној бини наступале су звезде и уметници као што су: Скрилекс (Skrillex), Хертс (Hurts), Лост Фриквенсис (Lost Frequencies), Стерео ЕмСи (Stereo MCs), Енди Си (Andy C), Банко Де Гаја (Banco De Gaia), Саб фокус (Sub Focus), Голди (Goldie), Зомбој (Zomboy), Картун (Cartoon), Филатов и Карас (Filatov & Karas), регионалне звезде С.А.Р.С, Ху си и многи други.
На Dance Paradise бини наступили су: Џеф Милс (Jeff Mills), Систер блис (Sister Bliss), Блек кофи (Black Coffee) и многе друге.
Укупан број посетилаца за три дана је био око 77.000, мањи него ранијих година због кише која је падала.

### Си Денс 2017
Си Денс фестивал 2017. године одржао се од 13. до 15. јула. На главној бини наступали су: Шон пол (Sean Paul), Џон Њуман (John Newman), Фетбој Слим (Fatboy Slim), Махмут Орхан (Mahmut Orhan) и многи други. Године 2017. на Си Денс фестивалу бина No Sleep замењена је бином No Sleep.
Укупна посећеност за три дана била је 65.000 људи.

### Си Денс 2018
Године 2018. Си Денс Фестивал одржао се од 30. августа до 1. септембра. То је био први пут да се локација фестивала мења. Фестивал је премештен са плаже Јаз на плажу Буљарица, такође на територији Општине Будва.
На главној бини наступали су: Шик (Chic), Димитри Вегас и Лајк Мајк (Dimitri Vegas & Like Mike), Пол Калкбренер (Paul Kalkbrenner), Нина Кравиц (Nina Kraviz), Алис Мертон (Alice Merton), Бурак Јетер (Burak Yeter), Филатов и Карас (Filatov & Karas), Лост Фриквенсис (Lost Frequencies), као и регионалне звезде Бајага и Инструктори, Bassivity Showcase, Хладно Пиво, Рамбо Амадеус, Ван Гог и многи други.
Укупна посета била је 47.000 људи за три дана.

### Си Денс 2019
Године 2019. Си Денс Фестивал одржао се од 30. августа до 1. септембра.
На главној бини наступали су: Давид Гета (David Guetta), Свен Фет (Sven Väth), Ричи Хотин ('Richie Hawtin'), Робин Шулц (Robin Schulz) и многи други.
Укупна посета била је 63.000 људи за три дана.

### Си Денс 2020
Си Денс фестивал 2020. године најављен је за период од 28. до 30. августа. Као звезде фестивала најављује се Мартин Гарикс (Martin Garrix) и многе друге.

## Фестивал по годинама
| Година | Датум одржавања       | Посета     | Хедлајнери                                                                  | Значајна дела |
| ------ | --------------------- | ---------- | --------------------------------------------------------------------------- | --- |
| 2014   | 15-17. јул            | 80.000     | Džamirokvaji · Андерврлд · Игземпл                                          | Бед Копи, Дарквуд Даб, Хуан Аткинс, Клангонд, Рамбо Амадеус, Роџер Санчез, Тимо Мас, Ајсбрн, Лолобриђида, Тара Макдоналд, Ху Си                                                    |
| 2015   | 15-18. јул            | 110.000    | Продиџи · Рушин Марфи · Рудиментал                                          | Сигма, Вилкинсон, Ноисиа, Џејмс Забиела, Бондакс, Каликс, Тиби, Дубиоза колектив, Флајт Фасилитис, Граматик, Одеса, Снејкшипс, Соул Клеп, Ху Си                                    |
| 2016   | 14-16. јул            | 77.000     | Скрилекс · Хертс                                                            | Еди Си, Банко Де Гаја, Блек кофи, Џеф Милс, Лост Фриквенсис, Систер блис, Фејтлес, Стерео ЕмСи, Суб Фокус, Зомбој, Филатов и Карас, Голди, С.А.Р.С, Шај ЕфИкс, Стамина ЕмСи, Ху Си |
| 2017   | 13-15. јул            | 65.000     | Шон Пол · Џон Њуман · Фетбој Слим                                           | Махмут Орхан, Амели Ленс, Атеист Реп (отказано), Бед Копи, Слободан Тркуља, Ху Си                                                                                                  |
| 2018   | 30. август - 1. септ. | 47.000     | Шик · Димитри Вегас и Лајк Мајк · Пол Калкбренер · Нина Кравиц · Алс Мертон | Бајага и Инструктори, Басивити, Бурак Јетер, Филатов и Карас, Хладно Пиво, Лост Фриквенсис, Рамбо Амадеус, Ван Гог, Ху Си                                                          |
| 2019   | 30. август - 1. септ. | 63,000     | Давид Гета · Свен Фет · Ричи Хотин · Робин Шулц                             | Офенбах, Дисајплс, Хелена Хоф, Рекондајт, Елке Клајн, Дарко Рундек & Екипа, Сенидах, Ху Си                                                                                         |
| 2020   | 28-30. август         | У припреми | Мартин Гарикс                                                               | У припреми |